# Арсеніо Мартінес Кампос
Арсеніо Мартінес Кампос Антон (ісп. Arsenio Martínez Campos Antón; 14 грудня 1831—23 вересня 1900) — іспанський військовик і політик, голова уряду Іспанії 1879 року.

## Кар'єра
У 1870-их роках вів успішну боротьбу з карлістами. 1875 року долучився до сил, які сприяли реставрації монархії та сходженню на престол Альфонса XII. 1877 року на чолі іспанських військ був відряджений на Кубу для придушення повстання. В березні 1879 року сформував уряд. 1881 року Мартінес Кампос отримав пост військового міністра в кабінеті Пракседеса Матео Сагасти. Після цього він неодноразово обирався на пост голови Сенату.
1895 року знову був відряджений на Кубу з метою придушення чергового повстання. Наступного року був усунутий від посади головнокомандувача іспанського контингенту на Кубі. Від 1899 року до самої своєї смерті очолював Сенат.